# Sagitario (álbum de Paty Cantú)
Sagitario es el sexto álbum de estudio de la cantante y compositora mexicana Paty Cantú, lanzado el 27 de marzo de 2025 por OCESA Seitrack.

## Antecedentes y promoción
Para promocionar su nuevo álbum, Paty presentó su sencillo titulado «Tal vez», donde da un adelanto del álbum, resaltando el hecho de que se aleja de su anterior disquera y lo realiza en colaboración de OCESA Seitrack y mucho más independiente. Tras presentar otros dos sencillos más como son «Al infiel» y «Al Mali» (el cual cuenta con la colaboración del cantante mexicano El Malilla), se presentaba un adelanto de un próximo sencillo, el cual contaría con la participación especial de José Madero, siendo tendencia en redes sociales por el significado que tenía dicha colaboración, y confirmado por el propio José.
El 27 de marzo de 2025, se estrenó el álbum junto al sencillo «A la de Lu», el cual se volvería tendencia por las referencias tanto visuales como escritas sobre su etapa con la extinta banda Lu.

## Lista de canciones
| N.º | Título                              | Duración |  |
| 1.  | «A la de Lu»                        | 2:44     |  |
| 2.  | «Cómo sería?»                       | 3:23     |  |
| 3.  | «Al voluntario» (con José Madero)   | 2:37     |  |
| 4.  | «Al Mali (TQM BB)» (con El Malilla) | 2:35     |  |
| 5.  | «Mudo»                              | 2:29     |  |
| 6.  | «A mi ex ex»                        | 2:04     |  |
| 7.  | «Contra el mundo»                   | 3:09     |  |
| 8.  | «Pedacito»                          | 2:33     |  |
| 9.  | «Tal vez»                           | 2:46     |  |
| 10. | «Al infiel»                         | 3:29     |  |
| 11. | «EDT»                               | 2:44     |  |
| 12. | «Manifiesto»                        | 2:17     |  |
| 13. | «Ojitos de mil colores (A mi Mami)» | 2:56     |  |